# Фредрік Лене
Фредрік Лене (* 1959) — американський кіноактор.

## З життєпису
Народився 3 лютого 1959 року в місті Буффало (штат Нью-Йорк, США).
Зніматися в кіно почав в кінці 1970-х років. 1995 року знявся в одному епізоді телесеріалу «Вавилон-5», де зіграв рейнджера. З 2004 по 2010 грав Едварда Марса в американському телесеріалі «Залишитися в живих». Після смерті свого персонажа, його запросили в серіал «Надприродне» — зіграв жовтоокого демона Азазеля. Також знімався у фільмах «Звичайні люди», «Будучи там», «Люди в чорному» та інших.

## Вибіркова фільмографія
- 1978 — Восьми вистачить
- 1979 — Завоювання Заходу
- 1979 — Будучи там — телеведучий
- 1980 — Звичайні люди — Лазенбі
- 1980 — Сім'я
- 1982 — Кегні і Лейсі
- 1984—1985 — Даллас
- 1988—1989 — Чайна-Біч
- 1989 — Амітівілль 4: Зло рятується
- 1990 — Розумник — епізод
- 1993 — Dream Lover — Ларрі
- 1995 — Вавилон-5 — рейнджер в епізоді Нашестя тіней
- 1997 — Повітряна тюрма — пілот
- 1997 — Люди в чорному — агент Джанус
- 1998—1999 — Цілком таємно — молодий Артур Дейлз (2 епізоди)
- 2000 — Фортеця 2: Повернення — Гордон
- 2001 й 2009 — CSI: Місце злочину — Курт Ріттен (2 епізоди)
- 2002 — Розслідування Джордан — Джон Робертс
- 2002—2004 — Військово-юридична служба — командер Марк Коллінз та капітан Бейнс
- 2003 — Світляк — Ренс Барджес
- 2004 — NCIS: Полювання на вбивць — капітан Грейвс (1 епізод)
- 2004—2010 — Загублені — Едвард Марс; 12 епізодів
- 2005 — Малькольм у центрі уваги — 1 епізод
- 2005 — Нічний сталкер — 1 епізод
- 2005 — Без сліду — 1 епізод
- 2005 — Місце злочину: Нью-Йорк — 1 епізод
- 2006—2011 — Надприродне (телесеріал) — Азазель; 4 епізоди
- 2006 — Кістки — 1 епізод
- 2006—2007 — Та, що говорить з привидами — 2 епізоди
- 2006 — Медіум — 1 епізод
- 2007 — Новий день — чоловік
- 2007 — Шукачка — Юджин Барнс
- 2008 — Криміналісти: мислити як злочинець — 1 епізод
- 2008 — Ілай Стоун — солдат
- 2009 — Закон і порядок — 1 епізод
- 2009 — Теорія брехні — 1 епізод
- 2009 — Менталіст — 1 епізод
- 2010 — Правосуддя — 1 епізод
- 2011 — Велике кохання — 2 епізоди
- 2011 — Касл — 1 епізод
- 2012 — Темний лицар повертається — начальник служби безпеки на біржі
- 2012 — Американська історія жаху — Френк Маккен; 7 епізодів
- 2012 — Тридцять хвилин по півночі — Вовк
- 2013 — Підпільна імперія — 2 епізоди
- 2014 — Помста — 1 епізод
- 2014 — Криза — 1 епізод
- 2014 — Блакитна — 1 епізод
- 2015 — Суспільна мораль — 7 епізодів
- 2016 — Таллула
- 2017 — Проповідник — 1 епізод
- 2017 — Найвеличніший шоумен — Галлет
- 2018 — Містер Мерседес
- 2018 — Єллоустоун
- 2019 — Людський капітал — капітан Флаверс
- 2019 — Міський закон блефу
- 2020 — Правильні речі
- 2021 — Очі Таммі Фей